# QF 75 mm坦克炮
Ordnance QF 75 mm(縮寫: OQF 75 mm)是英國於第二次世界大戰研發的坦克炮，主要由英軍坦克原先裝備的QF 6磅炮改膛至 75mm, 以獲得與美國裝備於雪曼坦克上的 75mm M3 坦克炮同級的對敵步兵或掩體火力。 名字上 QF 即是快速射擊的縮寫( "quick-firing")。有時也會縮寫為ROQF 75 mm ，RO即研發及生產的Royal Ordnance(皇家軍械局)的縮寫。

## 開發歷史
於研發 ROQF 75 mm炮前, 英國坦克主要裝備 QF 2磅炮和 QF 6磅炮, 雖然發射的穿甲彈(AP)能有效對付當時的裝甲目標，但在對付敵方步兵則力不從心 。所以部份需要為步兵提供火力支援的坦克往往需要裝備另一門能夠發射高爆彈(HE)的榴彈炮，如早期的邱吉爾步兵戰車和瑪蒂達 II(近戰支援型)，然而當時採用的 3 吋速射榴彈砲並沒有能有效對付裝甲目標的成型裝藥彈可供選擇，於是英國陸軍部便認為有必要導入一款新式的泛用坦克炮。
雖然為 QF 6 磅炮設計的高爆彈在突尼西亞戰役和義大利攻防戰時已經投產，不過實戰證明 QF 6 磅炮的高爆彈因為裝藥太少没有足夠殺傷力。而在突尼西亞戰役中英軍發現美軍當時裝備的 75mm M3 坦克炮發射的高爆彈殺傷力明顯優於 QF 6 磅炮的高爆彈，穿甲彈對付作為德軍實質主力的三號與四號戰車也尚能勝任，所以在義大利攻防戰時大約有200輛的邱吉爾戰車換裝了 75mm M3 坦克炮，接受了改裝的邱吉爾戰車稱為Churchill NA75(NA指的是 "North Africa"，因為最先在突尼西亞戰役時出現這樣的改裝)。
基於上述情況維克斯公司試圖以美製 75MM 炮彈為出發點，改用來自英軍現役3吋20英担防空炮的裝藥來發展下一代坦克炮的彈藥，並研製炮管長達 50 倍徑的配套坦克炮。這種炮不但可以沿用美國的 75mm 穿甲和高爆彈頭，大大地簡化了後勤，加強的裝藥與長炮管更可以為穿甲彈提供 2 倍於美國 75mm 坦克炮的炮口初速，可惜最終因為炮身實在太大未能裝備於當時的坦克。

為了能將新的坦克炮投入實戰，英國對克倫威爾巡航坦克的設計提出修改，促成了彗星式巡航坦克的誕生。然而在彗星式坦克開發完畢之前，英國軍方仍然需要一款過渡的泛用坦克炮給正在量產的坦克使用，而決定由原有 6 磅炮的設計修改炮閂及砲管，令新炮可以發射美規彈藥(因為兩者彈殼直徑大小接近)，在不影響現有坦克設計的前提下裝備了新式坦克炮。雖然這個方案後來證明十分成功，不過 ROQF 75mm 炮面對德國新型重型坦克時反裝甲火力明顯不足，1944年7月的維萊博卡日戰鬥裝備了新式火炮的克倫威爾坦克面對德國黨衛軍 101 重坦克營的虎I重型坦克顯然無力招架。
儘管 ROQF 75mm 坦克炮使用的 75mm 高爆彈是一款優秀的高爆彈，英軍到最後還是決定發展專職的步兵支援火炮，隨後採用了可以發射更具破壞力的彈藥的 QF 95毫米榴彈炮。

## 彈藥

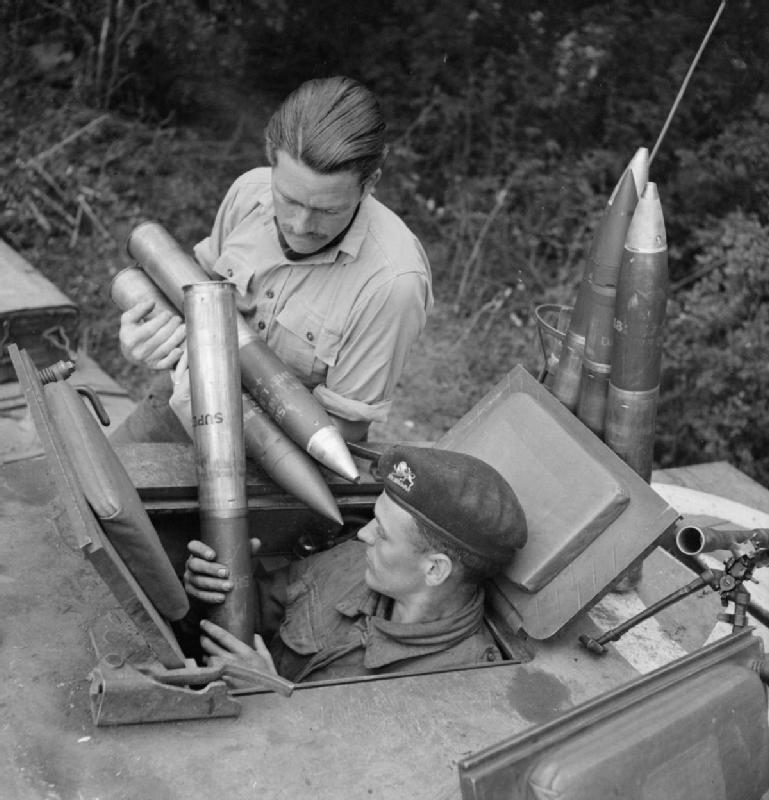
1944年7月 法國 諾曼第 正在補充彈藥的邱吉爾戰車

QF 75mm坦克炮使用新式的美規定裝彈，而非舊式的分裝彈，省略了要分別填裝彈頭和發射藥步驟大大提升了射速。
- M46高爆彈(HE)[nb 1] 使用M48或M54引信

填裝 1.49 磅 TNT炸藥 或 1.36 磅 50/50 阿馬托炸藥 或 1.52 磅 trimonite炸藥 當使用M48引信時可以選擇"碰撞引爆"或"延時引爆"，而使用M54引信時可以在"延時引爆"模式下設訂不同的引爆時間。
- M61被帽風帽穿甲彈(APCBC),彈頭內填充曳光指示劑

- M72穿甲彈(AP), 彈頭內填充曳光指示劑

## 服役史
ROQF 75mm 坦克炮主要裝備於邱吉爾坦克及克倫威爾坦克，最早於義大利的戰鬥和大君主行動中服役，而在二次大戰結束後才在英軍中除役。ROQF 75 mm 坦克炮在火力支援上得益於美式的 75mm 高爆彈而十分成功，不過在反裝甲上明顯不及原來取代的 6 磅砲，部份英軍裝甲部隊甚至將換裝了 ROQF 75mm 炮的坦克與保留 6 磅炮的坦克混合編組，因為 6 磅炮可以發射穿甲性能更佳的脫殼穿甲彈（APDS）及硬芯穿甲彈（APCR）。
| 火炮類型             | 重量 | 重量 | 炮口初速 | 炮口初速 | 炮口動能 |
|                      | (lb) | (kg) | (ft/s)   | (m/s)    | (kJ)     |
| -------------------- | ---- | ---- | -------- | -------- | -------- |
| QF 2磅炮             | 2    | 0.9  | 2,650    | 810      | 295      |
| QF 6磅炮 (穿甲彈 AP) | 6    | 2.8  | 3,000    | 910      | 1,100    |
| 75 mm 坦克炮         | 14.9 | 6.8  | 2,050    | 620      | 1,300    |
| QF 17磅砲            | 17   | 7.7  | 2,950    | 900      | 3,100    |

## 相關

### 當時不同國家裝備的坦克炮
- 7.5 cm KwK 40：德國的坦克炮
- 76.2 mm F-34：蘇聯的坦克炮
- M3 75 mm /40：美國的坦克炮

## 外部連結
- Britwar.co.uk （页面存档备份，存于）
- WWIIVehicles.com
- Miniatures.de